# 天主教阿萊斯-泰拉爾巴教區
天主教阿萊斯-泰拉爾巴教區（拉丁語：Dioecesis Uxellensis-Terralbensis）是天主教會在義大利的一個教區。屬奧里斯塔諾總教區。
阿萊斯教區第一位見於文獻的主教出現於591年教宗額我略一世的書信中，而泰拉爾巴教區成立於12世紀上半葉。1503年12月8日兩個教區合併。1986年9月30日易名至今。
教區包括奧里斯塔諾省和中坎皮达诺省一部份，2012年有教友99,336人，佔轄區總人口99.7%。教區下轄五十七個堂區，有七十名司鐸。現任教區主教為若望·德托里。